# Niente (Alessandra Amoroso)
Niente è una canzone tradotta da Pippo Kaballà e prodotta da Dado Parisini. Si tratta di una cover di un successo del gruppo musicale messicano Camila, Mientes, scritto da Domm e Velez. È il terzo singolo estratto dal secondo album di Alessandra Amoroso, Il mondo in un secondo, nonché nono in totale della cantante.

## Il brano
Il brano viene presentato per la prima volta alle date di anteprima de Il mondo in un secondo tour, il 20 e il 22 dicembre, rispettivamente al Palalottomatica di Roma e al Forum Mediolanum di Milano. Il brano viene, successivamente, interpretato durante la finale di Amici 10 da Alessandra Amoroso con Annalisa, seconda classificata dello stesso talent che ha visto Alessandra trionfatrice della ottava edizione.
Il brano viene inserito nella compilation Wind Music Awards 2011.

## Il video
L'8 aprile 2011 in anteprima su Tiscali viene pubblicato il videoclip del brano. Nel videoclip l'Amoroso si prepara per il concerto al Mediolanum Forum di Assago; viene ripresa nella sua camera d'albergo, in macchina, mentre saluta la madre, dietro le quinte del concerto e mentre canta il brano durante il suo concerto.

## Tracce
Download digitale
Testi e musiche di Pippo Kaballà.
1. Niente (Mientes) – 3:25 – Cover italiana di Mientes, brano di Domm e Velez interpretato dai Camila